# Wainia eremoplana
Wainia eremoplana  (лат.) — вид пчёл из трибы Osmiini семейства Megachilidae.

## Описание
Северная Африка (Тунис, Эфиопия), юго-западная Азия (Израиль, Иордания, Сирия). Мезолекты, обнаружены на цветах растений из семейств Asteraceae (Asteroideae, Carduoideae) и Brassicaceae, с предпочтением к Asteroideae, например, таких родов как пупавка (Anthemis) и крестовник (Senecio). Вид отнесён к подроду Caposmia рода Wainia.